# نیوپورت، اسکس
نیوپورت (به انگلیسی: Newport) یک روستا و محله مدنی در بریتانیا است که در آتلزفورد واقع شده‌است. نیوپورت ۲٬۳۵۲ نفر جمعیت دارد.